# 佩雷里诺·罗西
佩雷里诺·路易吉·奥多阿尔·罗西（義大利語：Pellegrino Luigi Edoardo Rossi，1787年7月13日—1848年11月15日），意大利经济学家、政治家、法学家，是教宗庇护九世的内政大臣兼财政大臣，任内推动教宗国的一系列改革，1848年被人暗杀。

## 著作
- 《Cours d'économie politique》（1854年）
- 《Traité de droit pénal》（1829年）
- 《Cours de droit constitutionnel》（1867年）
- 《Melanges d'économie politique, d'histoire et de philosophie》（1857年）